# Tritacarne

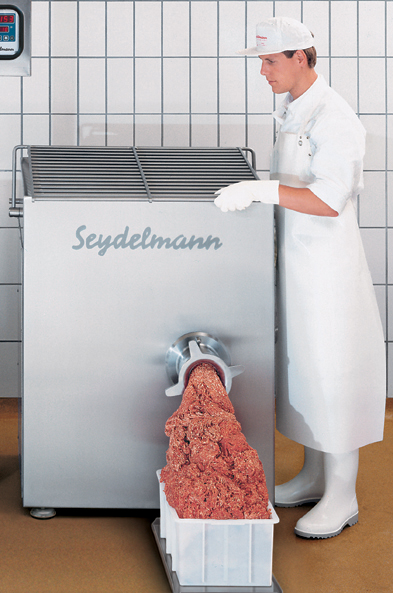
Tritacarne industriale

Il tritacarne è una macchina usata in cucina e nell'industria alimentare per tritare, cioè ridurre in pezzi piccoli di dimensione omogenea, la carne ottenendo la carne trita (o carne macinata). Viene utilizzato anche per altri alimenti di consistenza similare come il lardo, le cotenne, la frutta secca e componenti di ripieni.

## Struttura
È costituito da una corpo contenente una camera cilindrica orizzontale con due aperture: una posta sopra, per l'alimentazione, l'altra detta "bocca" in testa per la fuoriuscita del materiale. Nella camera un'"elica" provvede far avanzare il materiale e a spingerlo contro la "piastra" forata che chiude il lato di uscita della camera. Un "coltello" affilato, posto tra l'elica e la piastra, provvede a tagliare il materiale fino a che le sue dimensioni gli permettono di passare nei fori della piastra.

### La piastra
Il diametro dei suoi fori determina la grana di macinatura. Viene tenuta ferma in posizione sulla bocca da una ghiera filettata, che viene rimossa sia per cambiare la piastra che per togliere coltello ed elica per la pulizia. Viene indicata da numero a seconda della dimensione dei fori.

## Tritacarne manuale

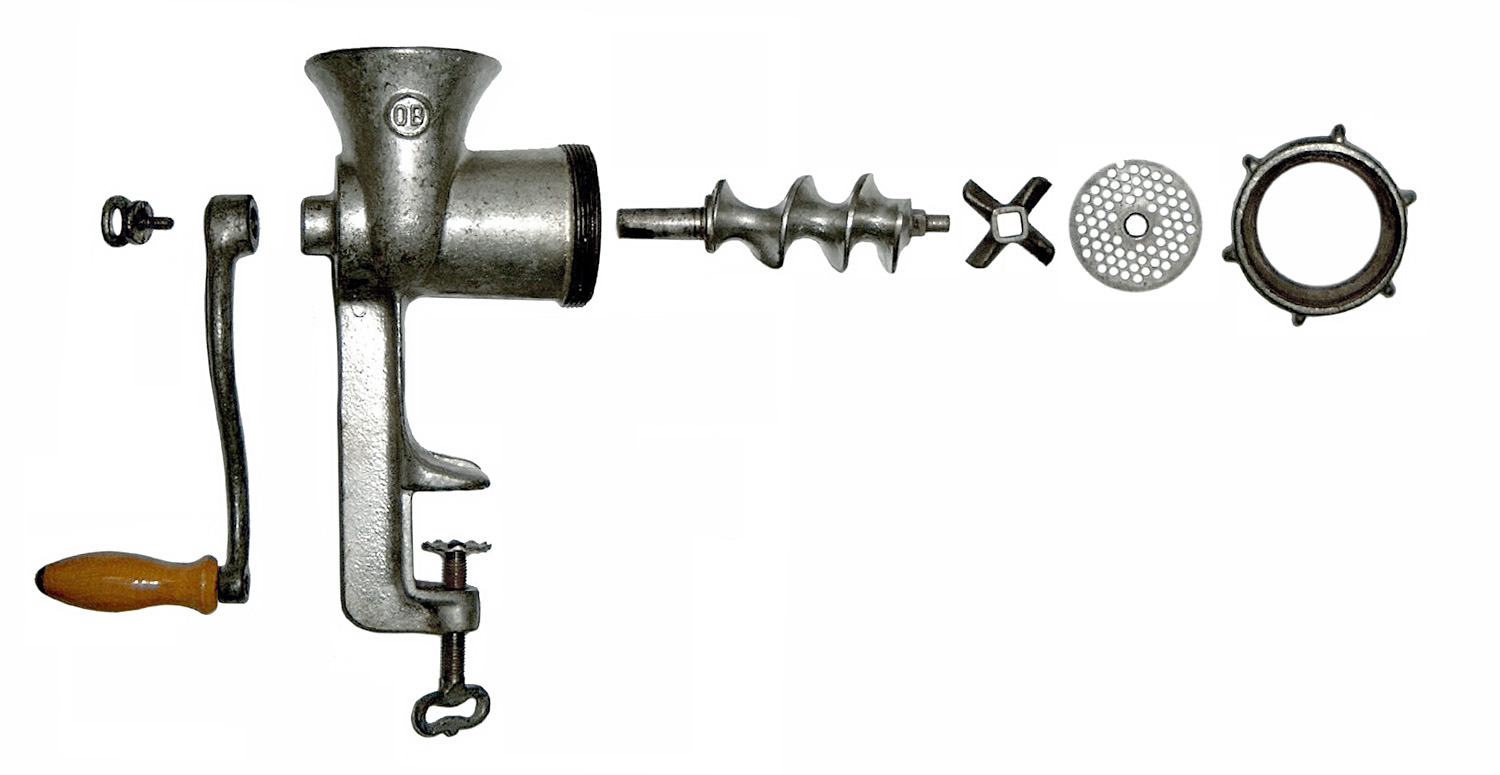
Tritacarne a mano con tutte le sue parti

Tritacarne da banco a manovella

I movimenti dell'elica e del coltello sono ottenuti girando una manovella innestata sull'albero dell'elica. I tritacarne manuali sono di piccole dimensioni, adatti ad un uso casalingo, poiché la forza applicata manualmente è relativa e non può applicarsi ad una grossa quantità di materiale.

## Tritacarne elettrico
Il movimento è dato da un motore elettrico, mono o trifase. Vi sono modelli di piccole dimensioni per uso familiare o artigianale, per macelleria o piccoli salumieri, oppure modelli industriali, per la produzione con elevate quantità di prodotto. Possono essere utilizzati anche per macinati molto fini come i würstel, grazie ai sistemi più sofisticati solitamente chiamati unger.
Nel passato erano costruiti in metallo con parti fuse in ghisa e accessori in legno, oggi prevalentemente in acciaio inossidabile con particolari in plastica e polietilene per motivi igienici.